# Drew Houston
Andrew W. Houston, detto Drew (Acton, 4 marzo 1983), è un informatico e imprenditore statunitense, conosciuto per essere il CEO e fondatore di Dropbox, un servizio di backup e cloud. Secondo la rivista Forbes, possiede un patrimonio di 1.39 miliardi di dollari..

## Biografia
Nato ad Acton, Massachusetts, il 4 marzo del 1983, il cofondatore di Dropbox trascorre un'infanzia e un'adolescenza tranquilla nei sobborghi di Boston. Dopo l'high school riesce ad entrare al MIT, dal quale uscirà con un bachelor degree (equivalente della nostra laurea triennale) in scienze informatiche e ingegneria elettronica.

### Accolade
La prima esperienza imprenditoriale di Drew Houston risale al 2003. Appena ventunenne e con una carriera universitaria ancora da terminare, Houston e il suo amico Andrew Crick decidono di metter su una start-up che aiuti gli studenti a preparare il test SAT, un test attitudinale molto diffuso, generalmente richiesto e quasi universalmente riconosciuto per l'ammissione ai college degli Stati Uniti. I due fondano Accolade Group (accolade è un termine utilizzato nell'ambito del test SAT e indica un risultato particolarmente brillante),  la Accolade chiuse presto i battenti e Houston tornò a fare vita da studente.

## Dropbox
L'idea della piattaforma Dropbox venne a Drew Houston quasi casualmente. Drew dimenticava troppo spesso la sua pennetta USB. Un giorno, dimenticandola di nuovo, si mise a scrivere le prime righe di codice sorgente di Dropbox.

## Politica
Drew Houston figura nella lista dei fondatori della lobby FWD.us, un gruppo di pressione fondato da personaggi di spicco della Silicon Valley (come Mark Zuckerberg, ad esempio) che mira ad ottenere una riforma della Legge sull'immigrazione negli Stati Uniti, cambi nel sistema educativo statunitense per ottenere maggiori fondi a favore delle materie scientifiche e tecnologiche e il finanziamento di ricerche scientifiche di alto valore con ingenti quantitativi di denaro pubblico.